# Hans van der Woude (acteur)
Johan Jozef (Hans) van der Woude (Groningen, 16 augustus 1950) is een Nederlands acteur en kleinkunstenaar. 
Hij zat op de balletschool en vluchtte na zijn twintigste naar Amsterdam, waar hij de Kleinkunst academie afmaakte. Nog voor zijn afstuderen speelde hij al een rol in Promises Promises met Gerard Cox en Trudy Labij.
Hij speelde in eigen producties totdat Annie M.G. Schmidt hem ontdekte als 'de nieuwe Nijholt'. Ze schreef twee musicals met hem in gedachten, De Dader heeft het gedaan en Ping Ping.
Later speelde hij nog bij de cabaretgroep Purper. Hans van der Woude was getrouwd met kunstenaar en tekstschrijver Friso Wiegersma.